# Трегерит
Трегерит (англ. Trögerite; нім. Trögerit m) — мінерал, водний урано-арсенат шаруватої будови з групи уранових слюдок. За прізв. нім. гірничого інженера Р.Треґера (R. Tröger), J.A.Weisbach, 1871. Син. — гідроген-ураноспініт, ураноспініт водневий.

## Опис
Хімічна формула:
- 1. За Є. Лазаренком: (H3O)2[UO2|AsO4]2•8H2O.
- 2. За К.Фреєм і за «Fleischer's Glossary» (2022): (UO2)3[AsO4]2•12H2O.

Містить (%): UO3 — 65,9; As2O5 — 17,6; H2O — 16,5.
Сингонія тетрагональна. Дитетрагонально-дипірамідальний вид. Утворює таблитчасті кристали, лускуваті й дрібнопластинчисті аґреґати. Спайність по (001) досконала, по (010) добра. Густина 3,23-3,3. М'який. Колір лимонно-жовтий, бурувато-жовтий. При нагріванні, втрачаючи воду, стає золотисто-бурим. На площині спайності перламутровий полиск. Зустрічається як вторинний мінерал у деяких родовищах зони окиснення, де утворюється при руйнуванні уранініту та ін. первинних мінералів, які містять уран. Супутні мінерали: уранініт, уранова чернь, сульфати урану, цейнерит, ураноспініт. Рідкісний.

## Розповсюдження
Знахідки: копальня «Білий олень» біля Шнееберґа (Саксонія, ФРН), Бед-Маунтейн, шт. Півд. Дакота (США).